# Râul Valea Albă, Moldova
Râul Valea Albă este un curs de apă, afluent al râului Moldova. Cursul superior al râului este cunoscut și sub denumirea de Râul Soci